# Borough delle Aleutine Orientali
Il borough delle Aleutine orientali, in inglese Aleutians East Borough, è un borough dello stato dell'Alaska, negli Stati Uniti. La popolazione al censimento del 2000 era di 2.697 abitanti. Il capoluogo è Sand Point.

## Geografia fisica
Il borough si trova nella parte sud-occidentale dello stato e comprende parte della penisola di Alaska, le isole Aleutine orientali, le Isole Shumagin, le isole Pavolf e le isole Sanak. Lo United States Census Bureau certifica che la sua estensione è di 38.881 km², di cui 20.779 km² coperti da acque interne.

### Suddivisioni confinanti
- Borough di Lake and Peninsula - est
- Census Area delle Aleutine occidentali - ovest

## Storia
I primi abitanti dell'area erano gli Aleuti. Durante la seconda guerra mondiale la regione divenne di vitale importanza per le operazioni militari nel Pacifico.

## Centri abitati
Nel borough delle Aleutine orientali vi sono 5 comuni (city) e 1 census-designated place.

### Comuni
- Akutan
- Cold Bay
- False Pass
- King Cove
- Sand Point (capoluogo)

### Census-designated place
- Nelson Lagoon